# ベルンハルト・フォン・ハートマースレーベン
ベルンハルト・フォン・ハートマースレーベン（Bernhard von Hadmersleben, ? - 968年2月3日）は、ハルバーシュタット司教（在位：924年 - 968年）。
938年頃、東フランク王オットー1世と対立していたロートリンゲン大公ギゼルベルトのもとに、国王の使者として遣わされている。コルヴァイのヴィドゥキントによると、「当代で最も威厳のある聖職者」であったという。